# Velt en Vecht
Waterschap Velt en Vecht was een waterschap in de Nederlandse provincies Overijssel en Drenthe. Het waterschap ontstond in 2000 uit een fusie van de waterschappen 't Suydevelt, De Vechtlanden en een deel van het Zuiveringsschap Drenthe. Het werkingsgebied was ongeveer 90.000 ha en strekte zich uit van Ommen tot Emmen.
Het algemeen bestuur van het waterschap bestond uit 21 leden. Vier hiervan vormden tezamen met de dijkgraaf het dagelijks bestuur. De eerste 12 jaar was Wim Wolthuis dijkgraaf, die decennialang in Oost-Nederland bekend was voor het beheer van water. Na twee perioden ambieerde hij geen nieuwe termijn waarna per 1 januari 2012 Albertine van Vliet-Kuiper tot dijkgraaf werd benoemd.

## Fusie met waterschap Regge en Dinkel
In 2012 besloot het algemeen bestuur om per 2014 te fuseren met waterschap Regge en Dinkel uit Almelo. Op 25 april 2013 stemden de provincies Drenthe, Gelderland en Overijssel als bevoegd gezag in met deze fusie. Op 1 januari 2014 ging het nieuwe waterschap, met de naam Vechtstromen van start.